# Bielsk Podlaski
Bielsk Podlaski (in bielorusso Бельск Падляшскі, traslitt. Bielsk Padlašsk) è una città polacca del distretto di Bielsk nel voivodato della Podlachia.
Ricopre una superficie di 26,88 km² e nel 2004 contava 26 894 abitanti.
Il bielorusso è riconosciuto e tutelato nel comune come lingua della minoranza.